# Pematang Pauh (Tungkal Ulu)
Pematang Pauh is een bestuurslaag in het regentschap Tanjung Jabung Barat van de provincie Jambi, Indonesië. Pematang Pauh telt 970 inwoners (volkstelling 2010).